# Defri Juliant
Arif Defri Arianto (28 de diciembre de 2002, Bangkinang), conocido profesionalmente como Defri Juliant, es un cantante indonesio dangdut. Saltó a la fama por ser finalista de la tercera temporada de la "Liga Dangdut Indonesia" en representación de la provincia de Riau, transmitida por el canal de televisión indonesio Indosiar en 2020.

## Vida y carrera

### 2002-2020: Primeros años
Arif Defri Arianto nació y se crio en Bangkinang,  Kampar, Riau a Julianto dan y Susilawati. Provenía de una familia de músicos, sus trabajan como cantantes de teatro. Es el tercero de cinco hijos, con los hermanos mayores Andre Fikri Akbar y Nugie Riandi Jufenel y los hermanos menores Muhammad Haikal Julsie y Noufal Oktaviano. Su hermano menor, Haikal, murió en un accidente de motocicleta el 10 de febrero de 2020. Juliant ha tenido un pasatiempo de cantar desde la infancia, comenzó a cantar a la edad de 9 años. Mientras estaba en la escuela secundaria, a menudo ganó concursos de canto como el segundo lugar en la escuela vocacional FLS2N Kampar Regency en 2017 y 2018. En 2017, Juliant fue elegido como Embajador Juvenil de Riau 2017. También fue seleccionado como el tercer ganador Bujang Kampar en el evento Bujang Dará 2018 en Kampar Regency. En 2019, audicionó para 2019 Liga Dangdut Indonesia, pero solo llegó al escenario de Video Booth y no fue llamado para ser el representante de la provincia en ese momento. En el mismo año, participó en el evento Dangdut Star de TVRI Riau.

### 2020–presente:Liga Dangdut Indonesiay comienzos de carrera
Juliant regresa a la audición para la competencia 2020 Liga Dangdut Indonesia. Fue elegido para ser uno de los cinco participantes que representan a Riau. Juliant compitió por dos boletos para representar a la provincia de Riau frente a los jueces. Por sus actuaciones a través de las canciones "Keangkuhan", "Madu" y "Syahdu" (a dúo con Rara), fue declarado calificado para participar en el concierto final en el escenario 2020 Liga Dangdut Indonesia.
Setenta participantes que pasaron a la ronda final de conciertos de la Liga Dangdut Indonesia 2020 se dividieron en catorce grupos (siete grupos de equipos rojos y siete grupos de equipos blancos).  En la ronda Top 70, Juliant hizo su primera aparición en el decimocuarto día, cantando nuevamente la canción "Keangkuhan" del artista original Wawa Marisa. En esa ronda, avanzó a la ronda Top 56.  En la ronda Top 56, interpretó la canción "Kehilangan" del cantante original Rhoma Irama.  Avanzó a la siguiente ronda con el mayor porcentaje de resultado.
Después de su actuación, que siempre obtiene el resultado porcentual más alto en cada ronda, Juliant fue eliminado en la ronda Top 18 cuando cantó "Gadis Melayu" de Jamal Abdillah. Tiene un fandom llamado Fandef.
| Liga Dangdut Indonesia actuaciones y resultados de la temporada 3 | Liga Dangdut Indonesia actuaciones y resultados de la temporada 3 | Liga Dangdut Indonesia actuaciones y resultados de la temporada 3 | Liga Dangdut Indonesia actuaciones y resultados de la temporada 3 | Liga Dangdut Indonesia actuaciones y resultados de la temporada 3 | Liga Dangdut Indonesia actuaciones y resultados de la temporada 3 |
| Semana #                                                          | Elección de canción                                               | Artista original                                                  | Grupo                                                             | Porcentaje                                                        | Resultado                                                         |
| ----------------------------------------------------------------- | ----------------------------------------------------------------- | ----------------------------------------------------------------- | ----------------------------------------------------------------- | ----------------------------------------------------------------- | ----------------------------------------------------------------- |
| Audición                                                          | "Keangkuhan"                                                      | Wawa Marisa                                                       | –                                                                 | –                                                                 | Avance                                                            |
| Audición                                                          | "Madu"                                                            | Amriz Arifin & Erni AB                                            | –                                                                 | –                                                                 | Avance                                                            |
| Audición                                                          | "Syahdu"                                                          | Rhoma Irama                                                       | Un dúo con Tiyara Ramadhani                                       | –                                                                 | Avance                                                            |
| Top 70                                                            | "Keangkuhan"                                                      | Wawa Marisa                                                       | Grupo 7 (Equipo blanco)                                           | 29,88%                                                            | Primero en Safe                                                   |
| Top 56                                                            | "Kehilangan"                                                      | Rhoma Irama                                                       | Grupo 4 (Equipo blanco)                                           | 34,22%                                                            | Primero en Safe                                                   |
| Top 44                                                            | "Madu"                                                            | Amriz Arifin                                                      | Grupo 5                                                           | 39,03%                                                            | Primero en Safe                                                   |
| Top 33                                                            | "Semakin Sayang Semakin Kejam"                                    | Rita Sugiarto                                                     | Grupo 6 (un dueto con Aulia                                       | 39,93%                                                            | Primero en Safe                                                   |
| Top 24                                                            | "Titip Cintaku"                                                   | Ona Sutra                                                         | Grupo 6                                                           | 34,14%                                                            | Primero en Safe                                                   |
| Top 18                                                            | "Gadis Melayu"                                                    | Jamal Abdillah                                                    | Grupo 2                                                           | 33,18%                                                            | eliminado                                                         |

En agosto de 2021, Juliant a través de Koko Record HD lanzó su sencillo debut titulado "Tiara Ku Di Pulau Batam", que fue compuesto por Rio Astar. Una semana después del lanzamiento de su sencillo debut, hace dueto con su colega participante de la 'Liga Dangdut Indonesia 2020', Puspa Indah, lanzó una canción titulada "Cinta Mati" que fue compuesta por Evan Budyana. Al mes siguiente, volvió a un dúo con Puspa Indah, lanzando una canción titulada "Seringgit Dua Kupang" que también fue compuesta por Rio Astar.

## Educación
Juliant se educó en SD Negeri 008 Langgini y SMP Negeri 2 Bangkinang Kota. Se graduó de SMK Negeri 1 Kuok con especialización en Agronegocios de Pesca de Agua Dulce.  Juliant está estudiando actualmente en STISIP Persada Bunda con especialización en Estudios de Comunicación.

## Discografía

### Singles
| Título                                   | Año  | Álbum                              | Etiqueta       |
| ---------------------------------------- | ---- | ---------------------------------- | -------------- |
| “Tiara Ku Di Pulau Batam”                | 2021 | Sencillo que no pertenece al álbum | Koko Record HD |
| “Cinta Mati” (con Puspa Indah)           | 2021 | Sencillo que no pertenece al álbum | Koko Record HD |
| “Seringgit Dua Kupang” (con Puspa Indah) | 2021 | Sencillo que no pertenece al álbum | Koko Record HD |
| “Pemburu Harta”                          | 2021 | Sencillo que no pertenece al álbum | Koko Record HD |

## Filmografía
| Año  | Título                                                  | Papel    | La red    | Notas                  |
| ---- | ------------------------------------------------------- | -------- | --------- | ---------------------- |
| 2019 | Bintang Dangdut                                         | Él mismo | TVRI Riau |                        |
| 2020 | Konser Bhinneka Tunggal Ika Liga Dangdut Indonesia 2020 | Él mismo | Indosiar  | Especial de televisión |
| 2020 | Liga Dangdut Indonesia                                  | Él mismo | Indosiar  | Temporada 3            |
| 2020 | Kepoin LIDA ZOZO                                        | Él mismo | Indosiar  |                        |